# Carlos Mac Gregor Ancinola
Carlos Mac Gregor Ancinola (* 1955 in Mexiko-Stadt) ist ein mexikanischer Architekt.

## Biografie
Mac Gregor studierte an der Fakultät für Architektur und Stadtplanung der Universidad Iberoamericana. Seit 1984 arbeitet er mit Aurelio Nuño Morales, Clara de Buen Richkarday und Francis Sáenz zusammen im gemeinsamen Architekturbüro Despacho Nuño, Mac Gregor y de Buen Arquitectos S. C. Im Zeitraum von 1984 bis 1997 entwarf er für das Departamento des Distrito Federal de México in Zusammenarbeit mit anderen Partnern an verschiedenen Projekten, unter anderem verschiedene Bahnhöfe der Linien 7, 8, A und B der Metro de la Ciudad de México, Busstationen, Brücken, Freizeiteinrichtungen und Flächenbegrünungen. Nach 1992 erstellte er Planungsentwürfe für verschiedene Unternehmensgebäude, unter anderem von IBM und der mexikanischen Telefongesellschaft Teléfonos de Mexico, für das Stadttheater von Chetumal, das Poliforum León in León und für das „Hogar-Haus“ des Seniorenheims der Asociación de Ayuda Social de la Comunidad Alemana (AASCA).